# Малхиър (окръг, Орегон)
Окръг Малхѝър (на английски: Malheur County) е окръг в щата Орегон, Съединени американски щати. Площта му е 25719 km², а населението - 31615 души (2000). Административен център е град Вейл.

## Градове
- Джордан Вали
- Ейдриън
- Ниса